# 아침발전소
《아침발전소》는 2018년 3월 2일부터 2018년 9월 7일까지 방송되었던 시사교양 프로그램이다.

## 기획 의도
시시각각 벌어지는 사건사고 현장을 생생하게 전달하고 나아가 '팩트체크'를 넘어 '관점'이 부여된 뉴스 전달을 지향하는 시사교양 프로그램이다.

## 코너 소개
- 이슈앤토크
- 미스터리늬우스
- 신인류보고서
- 형님인터뷰

## 일부 지역 자체 방송
- 다음 지역은 방송되지 않는다. 
 (광주MBC와 여수MBC에만 자체없이 방송.)

| 권역                                | 제목                                  |
| ----------------------------------- | ------------------------------------- |
| 부산MBC                             | 댜큐에세이 그사람, 전국은 지금 스페셜 |
| 대구MBC                             | TV메디컬 '약손'                       |
| 대전MBC                             | 생방송 아침이 좋다                    |
| 전주MBC                             | MBC TV특강                            |
| MBC경남 창원                        | 살맛나는 세상                         |
| MBC경남 진주                        | 다큐에세이 그사람                     |
| 춘천MBC MBC강원영동 목포MBC 원주MBC | 전국시대                              |
| MBC충북                             | 아침N                                 |
| 울산MBC                             | 찬란한 밥상                           |
| 안동MBC 포항MBC                     | TV특강                                |
| 제주MBC                             | 생방송 제주가 좋다                    |